# Milieudegradatie

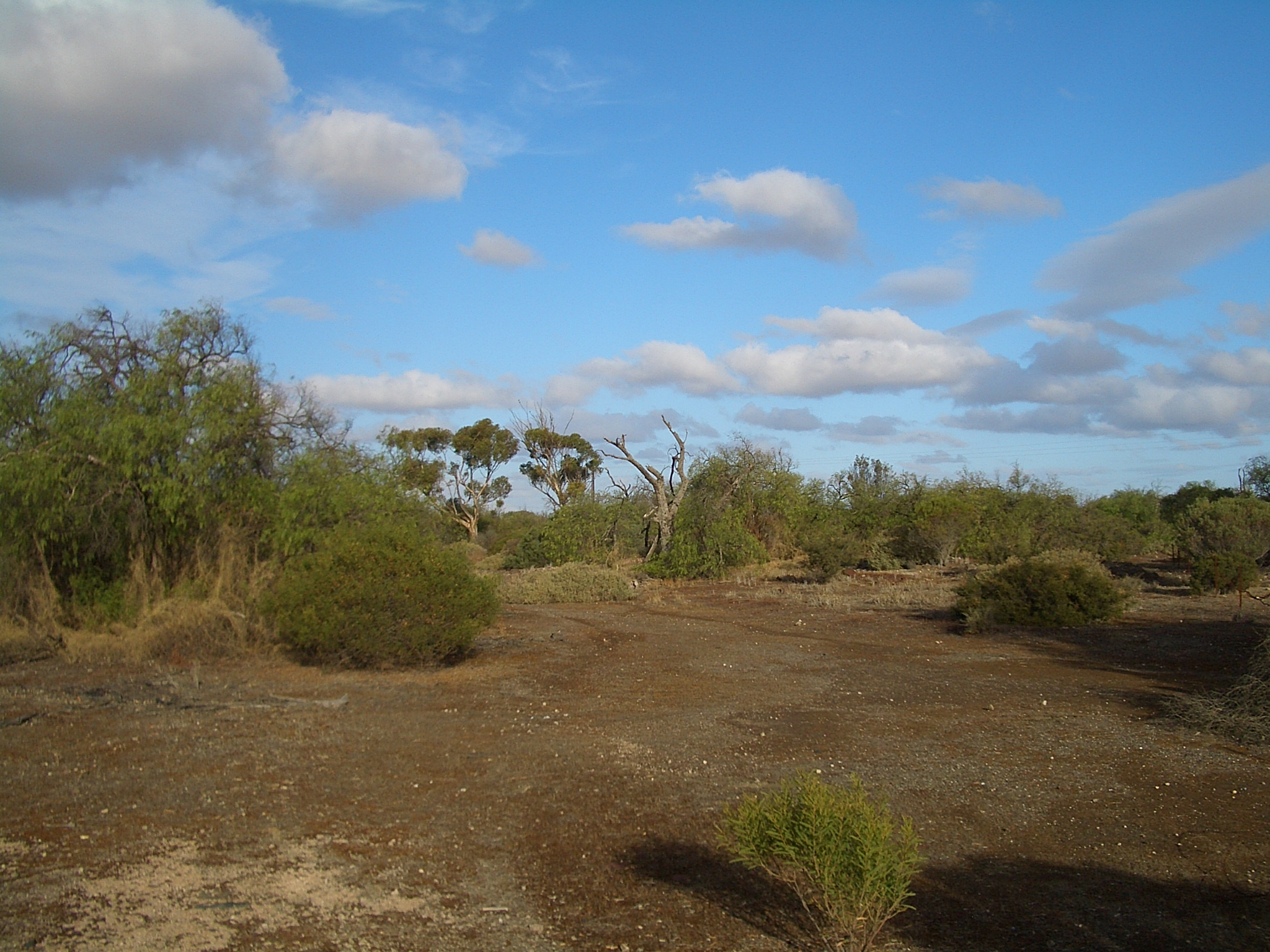
Meer dan tachtig jaar na de sluiting van de Wallaroo-mijnen (Kadina, Zuid-Australië) kunnen alleen nog op een aantal plekken op het terrein mossen groeien.

Milieudegradatie of -aantasting is de achteruitgang van het milieu door uitputting van natuurlijke hulpbronnen, zoals het vervuilen van de lucht, water en bodem, het stuk maken van ecosystemen, het vernietigen van leefgebieden en het uitsterven van dieren in het wild. Elke schadelijke, ongewenste verandering of verstoring van het milieu kan worden beschouwd als milieudegradatie.
Er wordt gesproken van milieuproblematiek wanneer menselijke activiteiten de (voornaamste) oorzaak zijn van de negatieve effecten op het milieu. De wereldwijde klimaatverandering is hier een goed voorbeeld van. Al is dit verbonden aan kleinschaligere milieu-uitdagingen die ook al grote zorgen baren, zoals vervuiling van de lucht en het water door industrie of afval, landdegradatie enzovoort.
Aantasting van het milieu is een van de tien bedreigingen waarvoor is gewaarschuwd door het Panel on Threats, Challenges and Change van de Verenigde Naties. De International Strategy for Disaster Reduction van de Verenigde Naties definieert milieudegradatie als "de vermindering van het milieus vermogen om nog te kunnen voldoen aan sociale en ecologische doelstellingen en behoeften." In tegenstelling tot milieuvervuiling, is milieudegradatie er in vele soorten en maten. Het milieu wordt aangetast wanneer natuurlijke leefgebieden worden vernietigd of natuurlijke hulpbronnen worden uitgeput. Milieubescherming en milieubeheer bestaat om dit probleem tegen te gaan. Wanbeheer dat tot degradatie leidt kan ook leiden tot conflicten, waarbij gemeenschappen zich organiseren tegen zij die het milieu schaden.

## Verlies van biodiversiteit

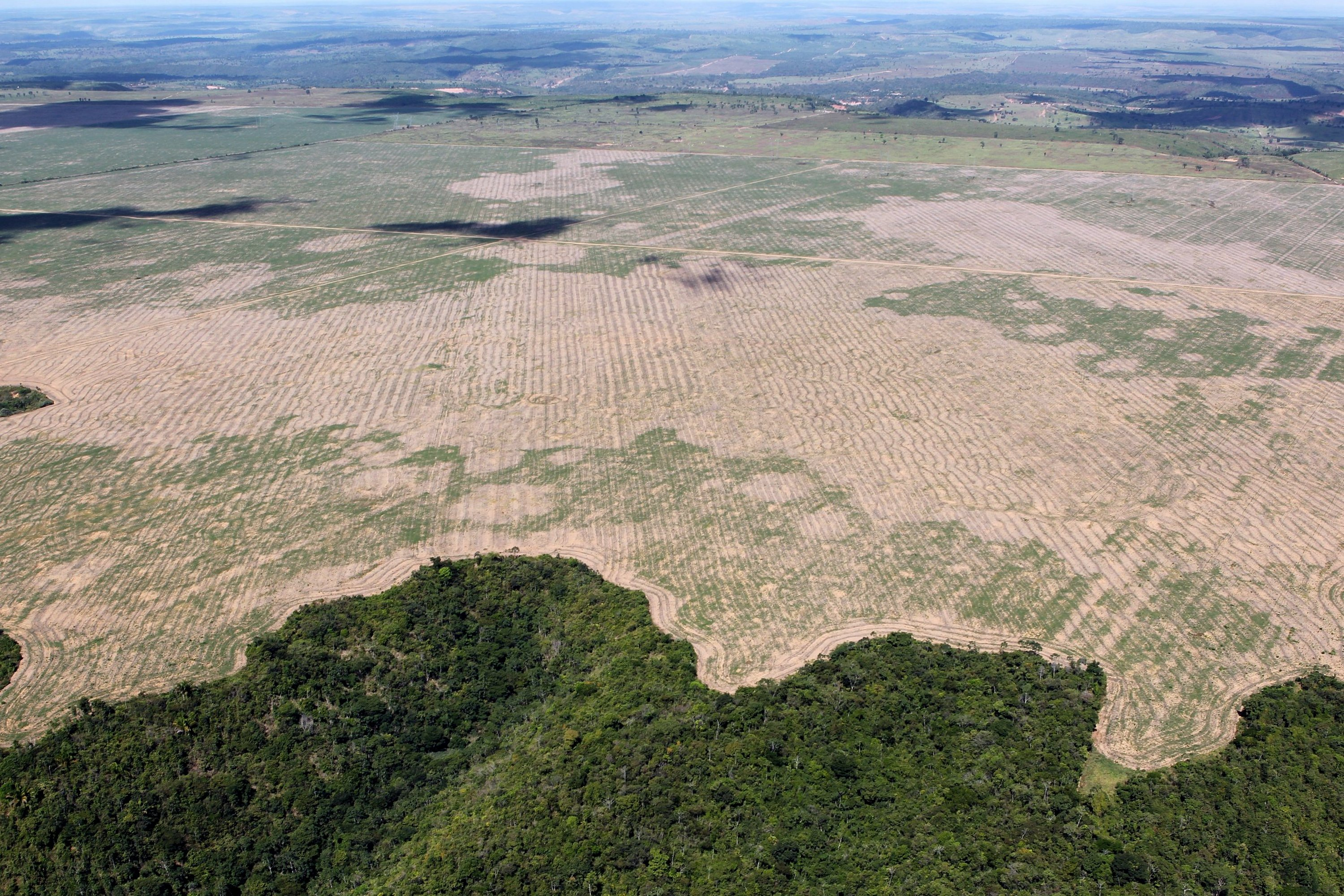
Ontbossing van het Amazone-regenwoud in de Braziliaanse staat Maranhão, 2016

Wetenschappers beweren dat menselijke activiteit de aarde in een zesde massa-extinctie heeft geduwd. Het verlies aan biodiversiteit is met name toegeschreven aan menselijke overbevolking, aanhoudende groei van de menselijke bevolking en overconsumptie van natuurlijke hulpbronnen door de rijken van de wereld. Uit een rapport van het Wereld Natuur Fonds uit 2020 blijkt dat menselijke activiteit – met name overconsumptie, bevolkingsgroei en intensieve landbouw – sinds 1970 wel 68% van de gewervelde dieren in het wild heeft uitgeroeid. Het Global Assessment Report on Biodiversity and Ecosystem Services, gepubliceerd door de IPBES van de Verenigde Naties in 2019, stelt dat ongeveer een miljoen soorten planten en dieren met uitsterven worden bedreigd door antropogene oorzaken, zoals de uitbreiding van het menselijke landgebruik voor industriële landbouw en veeteelt, samen met overbevissing.
Meer dan 11.000 jaar geleden kwam de landbouw op gang. Vanaf dat moment hebben mensen ruwweg 70% van het aardoppervlak gewijzigd, waarbij de wereldwijde biomassa met de helft is verminderd en landdieren een gemiddelde afname van de biodiversiteit van meer dan 20% ervaren. Een studie uit 2021 zegt dat slechts 3% van het aardoppervlak van de planeet ecologisch en dierlijk intact is, of te wel gebieden met gezonde populaties van inheemse diersoorten en weinig tot geen menselijke voetafdruk. Veel van deze onbeschadigde ecosystemen bevonden zich in gebieden die werden bewoond door inheemse volkeren.
De gevolgen van zulke schade aan ons levensonderhoud en welzijn hebben geleid tot ernstige bezorgdheid. Over de landbouwsector bijvoorbeeld, stelt The State of the World's Biodiversity for Food and Agriculture, gepubliceerd door de Voedsel- en Landbouworganisatie van de Verenigde Naties in 2019, dat “landen melden dat veel soorten die bijdragen aan een functionerend ecosysteem, waaronder bestuivers, natuurlijke vijanden van plagen, bodemorganismen en wilde voedselsoorten, afnemen als gevolg van degradatie en vernietiging van de leefomgeving, overexploitatie, vervuiling en andere bedreigingen” en dat “cruciale ecosystemen die talrijke diensten leveren, essentieel voor voedsel en landbouw, inclusief de mate van bescherming tegen natuurlijke gevaren en de voorziening van zoet water en een leefgebied voor soorten zoals vissen en bestuivers, afnemen.”

### Gevolgen van milieudegradatie op het levensonderhoud van vrouwen
De Voedsel- en Landbouworganisatie van de Verenigde Naties constateert dat het verlies aan biodiversiteit en de achteruitgang van ecosystemen van invloed zijn op het levensonderhoud en dat in een context van aangetaste gronden en ecosystemen in plattelandsgebieden, zowel meisjes als vrouwen zwaardere werklasten dragen.
Het levensonderhoud van vrouwen, gezondheid, voedsel- en voedingszekerheid, toegang tot water en energie en het vermogen om ermee om te gaan worden allemaal onevenredig beïnvloed door milieuaantasting. De zware druk op het milieu en shocks, vooral in plattelandsgebieden, dwingen vrouwen om de nasleep aan te pakken, waardoor hun last van onbetaald zorgwerk enorm toeneemt.
Dit impliceert langere reizen om eerste levensbehoeften te krijgen en een groter risico op de blootstelling aan mensenhandel, verkrachting en seksueel geweld.

## Waterdegradatie

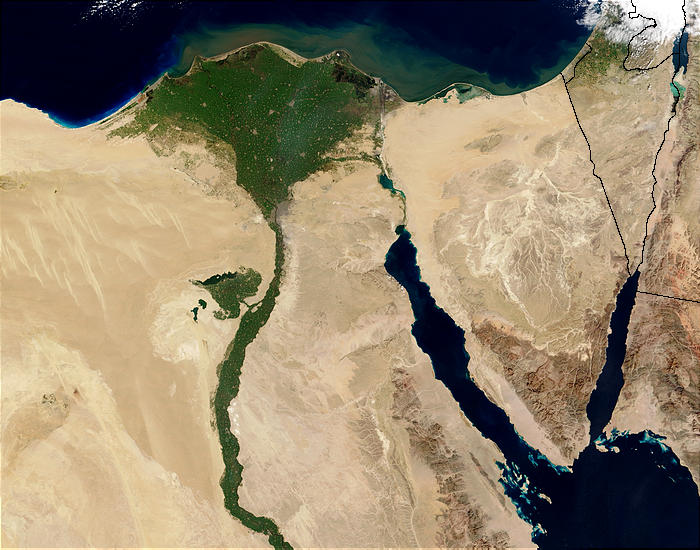
De stap van Ethiopië om het stuwmeer van de Grand Ethiopian Renaissance Dam te vullen, kan de Nijlstromen met maar liefst 25% verminderen en de Egyptische landbouwgronden verwoesten.

Een belangrijk onderdeel van milieudegradatie is de uitputting van zoet water op aarde. Rond de 2,5% van al het water op aarde is zoet water, de rest is zout water. 69% van het zoet water is bevroren in ijskappen op Antarctica en Groenland, dus slechts 30% van de 2,5% zoet water is beschikbaar voor consumptie. Zoet water is een buitengewoon belangrijke bron; het leven op aarde is er uiteindelijk afhankelijk van. Water transporteert voedingsstoffen, mineralen en chemicaliën binnen de biosfeer naar alle levensvormen, ondersteunt zowel planten als dieren en vormt (door vervoer en afzetting van materialen) het aardoppervlak.
De huidige top drie van zoetwatergebruik is goed voor 95% van het verbruik; ongeveer 85% wordt gebruikt voor irrigatie van landbouwgrond, golfbanen en parken, 6% wordt gebruikt voor huishoudelijke doeleinden, zoals indoor baden en buitentuin en gazongebruik, en 4% wordt gebruikt voor industriële doeleinden zoals verwerking, wassen en koeling in productiecentra. Naar schatting heeft een op de drie mensen over de hele wereld al te maken met watertekorten, woont bijna een vijfde van de wereldbevolking in gebieden met fysieke waterschaarste en leeft bijna een kwart van de wereldbevolking in een ontwikkelingsland waar geen infrastructuur is om water uit rivieren en aquifers te kunnen gebruiken. Door toekomstige kwesties als bevolkingsgroei, toenemende verstedelijking, hogere levensstandaard en klimaatverandering is waterschaarste een toenemend probleem.
Industrieel en huishoudelijk afvalwater, pesticiden, meststoffen, bloei van fytoplankton, slib, chemische residuen, aardolie, radioactief materiaal en andere verontreinigende stoffen zijn enkele van de meest voorkomende waterverontreinigende stoffen. Deze hebben een zeer negatieve impact op de toestand van het water en kunnen op verschillende niveaus degradatie veroorzaken.

### Klimaatverandering en temperatuur
De watervoorziening van de aarde wordt door klimaatverandering op veel verschillende manieren beïnvloedt. Er is voorspeld dat de gemiddelde temperatuur op aarde de komende jaren verder zal stijgen. De hoeveelheid atmosferische kooldioxide (CO2) zal toenemen en (in)directe gevolgen hiervan zullen de watervoorraden beïnvloeden. Zo is verdamping sterk afhankelijk van temperatuur en vochtbeschikbaarheid, wat uiteindelijk ook doorwerkt op de hoeveelheid beschikbaar water om de grondwatervoorraden aan te vullen.
De afgifte van waterdamp van planten, ook wel transpiratie genoemd, kan negatief worden beïnvloed door een stijging van CO2 in de atmosfeer. Het watergebruik van de plant kan afnemen, maar kan door een mogelijke toename van het bladoppervlak ook toenemen. Bij een temperatuurstijging kan het sneeuwseizoen in de winter verkorten en de intensiteit van de smeltende sneeuw verhogen. Dit leidt tot een piekafvoer hiervan, met gevolgen voor bodemvocht, overstromings- en droogterisico's en, afhankelijk van het gebied, de opslagcapaciteit.
Warmere temperaturen in de winter veroorzaken een afname van de sneeuwlaag, wat verminderde watervoorraden in de zomer teweeg kan brengen. Dit is vooral belangrijk op middelhoge breedtegraden en in berggebieden die afhankelijk zijn van gletsjerafvoer om hun riviersystemen en grondwatervoorraden aan te vullen, waardoor deze gebieden in de loop van de tijd steeds kwetsbaarder worden voor watertekorten; een temperatuurstijging zal in eerste instantie leiden tot een snelle stijging van het smeltwater van gletsjers in de zomer, gevolgd door een terugtrekking van gletsjers en een afname van de smelt en bijgevolg de watervoorziening elk jaar naarmate deze gletsjers kleiner en kleiner worden.
De temperatuurstijging leidt tot thermische uitzetting van water en meer gletsjers die smelten, waardoor de zeespiegel wereldwijd toeneemt. Dit kan ook gevolgen hebben voor de zoetwatervoorziening van kustgebieden. Naarmate riviermondingen en delta's met een hoger zoutgehalte verder landinwaarts worden geduwd, leidt het binnendringen van zout water tot een toename van het zoutgehalte in reservoirs en watervoerende lagen. Zeespiegelstijging kan ook worden veroorzaakt door de uitputting van het grondwater, gezien klimaatverandering de hydrologische cyclus op verschillende manieren kan beïnvloeden. Er is een oneerlijke verdeling van verhoogde temperaturen en meer neerslag over de hele wereld, waardoor wateroverschotten en -tekorten ontstaan. Een wereldwijde afname van het grondwater duidt echter op een stijging van de zeespiegel, smeltwater en thermische uitzetting inbegrepen. Dit kan zorgen voor een positieve terugkoppeling op de problemen die de zeespiegelstijging veroorzaakt voor de zoetwatervoorziening.
Bij een stijgende luchttemperatuur neemt ook de watertemperatuur toe. Dit heeft invloed op kwaliteit van het water, omdat het water vatbaarder wordt voor bacteriegroei. Een verhoging van de watertemperatuur kan ook ecosystemen sterk beïnvloeden, omdat soorten in deze ecosystemen zeer gevoelig zijn voor temperatuur. Daarnaast is de verandering in het zelfzuiveringssysteem van een waterlichaam door verminderde hoeveelheden opgeloste zuurstof in het water een cruciaal gevolg van temperatuurstijgingen .

### Klimaatverandering en neerslag
Er wordt voorspeld dat een stijging van de mondiale temperatuur overeenkomt met een toename van de wereldwijde neerslag. Als gevolg van de toegenomen waterafvoer, overstromingen, verhoogde bodemerosie en massale verplaatsing van land is een afname van de waterkwaliteit waarschijnlijk: hoewel water meer voedingsstoffen zal vervoeren, zal het ook meer verontreinigingen bevatten . Al is de meeste aandacht over klimaatverandering gericht op de opwarming van de aarde en het broeikaseffect, zullen de meest ernstige effecten van klimaatverandering waarschijnlijk het gevolg zijn van veranderingen in neerslag, verdamping, afvoer en bodemvocht. Er wordt verwacht dat de gemiddelde neerslag wereldwijd zal toenemen, waarbij het in sommige gebieden zal toenemen en in andere zal afnemen.
Klimaatmodellen laten zien dat sommige regio's een toename van de neerslag kunnen verwachten, zoals in de tropen en hogere breedtegraden, terwijl andere gebieden waarschijnlijk een afname zullen zien, zoals in de subtropen. Dit zal uiteindelijk leiden tot een breedte-variatie in de waterverdeling . De gebieden met meer neerslag zullen deze toename naar verwachting ook in de winter zien, maar in de zomer zullen deze gebieden juist droger worden, waardoor er nog meer schommelingen in de neerslagverdeling ontstaan. De verdeling van de neerslag over de planeet is van nature erg ongelijk, waardoor er op desbetreffende locaties constante verschillen zijn in de beschikbaarheid van water.
De veranderingen in neerslag beïnvloeden de timing en omvang van overstromingen en droogtes, verschuiven afvoerprocessen en hebben impact op de snelheid van het aanvullen van grondwater. Als gevolg van de verschuivingen in de hoeveelheid en verdeling van neerslag zullen vegetatiepatronen en groeisnelheden direct worden beïnvloed, die weer gevolgen zullen hebben voor zowel de landbouw als de natuurlijke ecosystemen. Bij een verminderde neerslag worden gebieden onthouden van water, waardoor grondwaterspiegels dalen en reservoirs van wetlands, rivieren en meren leeglopen. Daarnaast zal, afhankelijk van de daarmee gepaard gaande temperatuurstijging, een mogelijke toename van verdamping optreden. Grondwatervoorraden raken uitgeput en het resterende water heeft een grotere kans op slechte kwaliteit door zout of verontreinigingen op het landoppervlak.

### Bevolkingsgroei

Grafiek van de menselijke bevolking van 10000 BCE tot 2000 CE. Het laat een zevenvoudige toename van de wereldbevolking zien, die vanaf het einde van de zeventiende eeuw plaatsvindt.

Het aantal mensen op aarde neemt snel toe, wat samen met een nog snellere economische groei de belangrijkste oorzaak is van de aantasting van het milieu. De honger van de mensheid naar hulpbronnen verstoort het natuurlijke evenwicht van het milieu. Productie-industrieën ventileren rook in de atmosfeer en lozen chemicaliën die de watervoorraden vervuilen. De rook bevat schadelijke gassen zoals koolmonoxide en zwaveldioxide. De hoge niveaus van vervuiling in de atmosfeer vormen lagen die uiteindelijk in de atmosfeer worden opgenomen. Organische verbindingen zoals chloorfluorkoolwaterstoffen (CFK's) hebben een opening in de ozonlaag gegenereerd. Hierdoor worden hogere niveaus van ultraviolette straling toegelaten, waardoor de wereld in gevaar komt.
Het beschikbare zoete water moet worden verdeeld over een steeds groter wordende wereldbevolking. Naar schatting woont bijna een kwart van de wereldbevolking in een gebied dat meer dan 20% van hun watervoorziening herbruikt. Logischerwijs zal het watergebruik toenemen met de bevolking, maar tegelijkertijd verslechtert de watervoorziening, onder andere door een afname van grondwater, als gevolg van klimaatverandering. Hoewel er in sommige gebieden sprake kan zijn van een toename van de zoetwatervoorziening als gevolg van een ongelijk verdeelde hoeveelheid neerslag, wordt een toenemend gebruik van de watervoorziening verwacht.
Een toename van de wereldbevolking betekent vaker onthouding van de watervoorziening voor huishoudelijk, agrarisch en industrieel gebruik, waarvan de landbouw sector de grootste is. De komende 50 jaar zullen waarschijnlijk de laatste jaren zijn van snelle landbouwexpansie, omdat de toenemende, rijkere bevolking met de tijd meer landbouw vraagt.
De bevolkingstoename van de afgelopen twee decennia in de Verenigde Staten ging gepaard met een verschuiving naar een toename van stedelijke gebieden van landelijke gebieden. Hierdoor is de vraag naar water in bepaalde gebieden veel groter dan in andere gebieden - de nadruk wordt gelegd op de zoetwatervoorziening van industriële en menselijke verontreinigingen. Verstedelijking veroorzaakt overbevolking en onhygiënische levensomstandigheden, vooral in ontwikkelingslanden, die op hun beurt een steeds groter aantal mensen blootstellen aan ziekten. Ongeveer 79% van de wereldbevolking bevindt zich in ontwikkelingslanden en heeft geen toegang tot sanitair water en riolering. Door vervuild water en een toenemend aantal ziektedragende insecten leidt dit tot ziekten en sterfgevallen.

### Landbouw

Het tempo van het verlies aan boombedekking op globale schaal is sinds 2001 ongeveer verdubbeld tot een jaarlijks verlies van een gebied ter grootte van Italië.

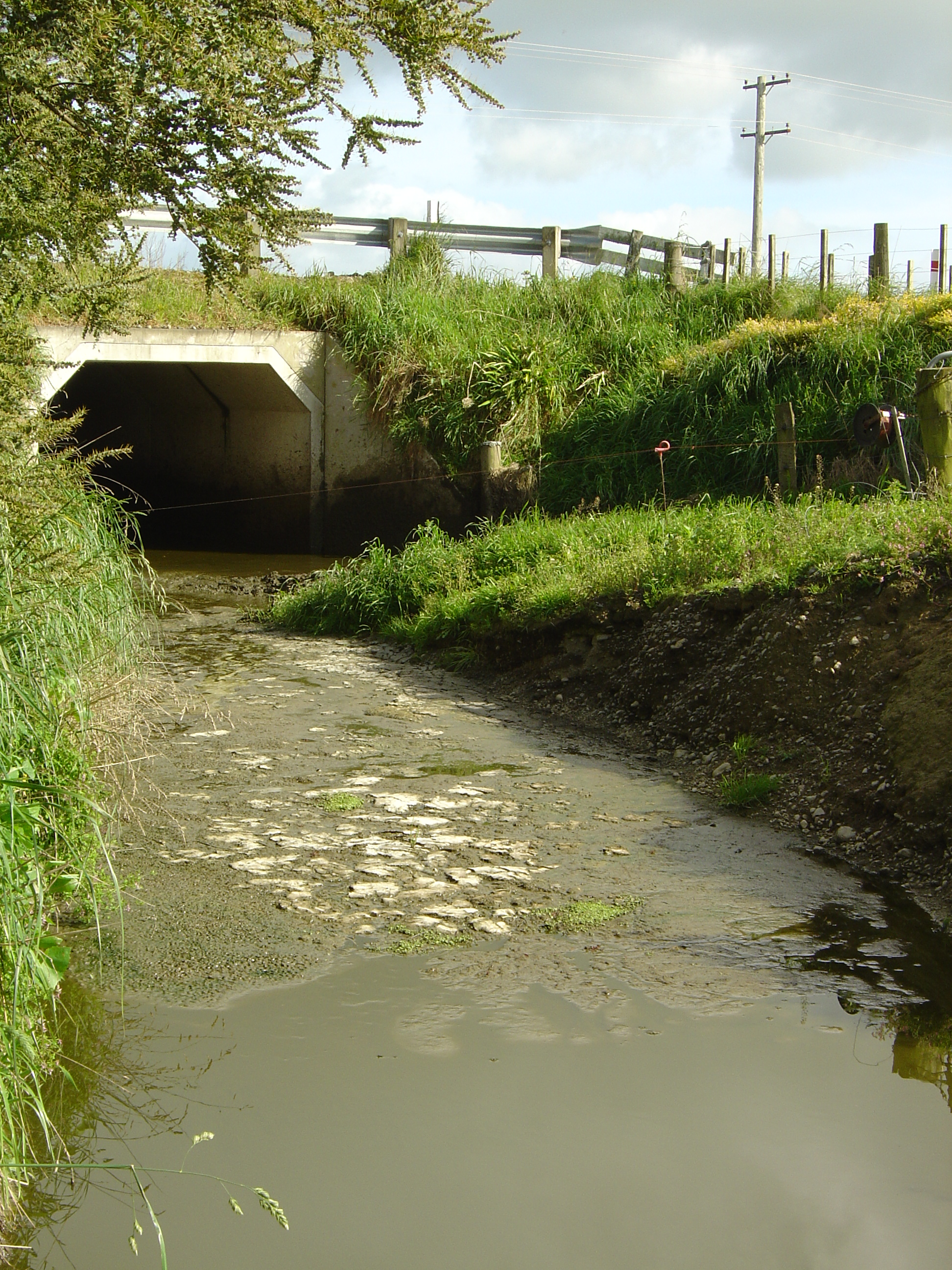
Watervervuiling door melkveehouderij in de Wairarapa in Nieuw-Zeeland.

De landbouw is afhankelijk van het beschikbare bodemvocht, dat rechtstreeks wordt beïnvloed door klimaatverandering. In dit systeem is neerslag de input en verschillende natuurlijke processen zijn de output, zoals verdamping, waterafvoer, oppervlakteafvoer en infiltratie in het grondwater. Veranderingen in het klimaat, met name de veranderingen in neerslag en verdamping, zullen directe impact hebben op het bodemvocht, oppervlakteafvoer en grondwateraanvulling.
In gebieden met afnemende neerslag, als voorspeld door klimaatmodellen, kan de bodemvochtigheid aanzienlijk worden verminderd. De landbouw heeft in de meeste gebieden al irrigatie nodig, waardoor de zoetwatervoorziening uitgeput raakt, zowel door het gebruik van water als door de waterdegradatie die landbouw veroorzaakt. Irrigatie verhoogt het zout- en nutriëntengehalte in gebieden die normaal niet worden aangetast, en beschadigt beken en rivieren door het afdammen en verwijderen van water. Meststof komt terecht in de afvalstromen van mens en vee, die uiteindelijk in het grondwater terechtkomen, terwijl stikstof, fosfor en andere chemicaliën uit kunstmest zowel de bodem als het water kunnen verzuren. Bepaalde landbouwbehoeften kunnen meer toenemen dan andere met een steeds rijkere wereldbevolking. Zo is vlees bijvoorbeeld een handelsartikel dat naar verwachting de wereldwijde vraag naar voedsel tegen 2050 zal verdubbelen, wat rechtstreeks van invloed is op de wereldwijde toevoer van zoet water. Koeien hebben water nodig om te drinken, meer als de temperatuur hoog is en de luchtvochtigheid laag, en meer als het productiesysteem waarin de koe zich bevindt uitgebreid is, omdat het vinden van voedsel dan meer moeite kost. Water is nodig bij de verwerking van het vlees, maar ook bij de productie van voer voor het vee. Mest kan zoetwaterlichamen verontreinigen, en slachthuizen, afhankelijk van hoe goed ze worden beheerd, dragen afval zoals bloed, vet, haar en andere lichaamsinhoud bij aan de zoetwatervoorziening. Volgens de Voedsel- en Landbouworganisatie van de Verenigde Naties is de wereldwijde uitstoot van broeikasgassen door de veehouderij groter dan die van transport.
De overdracht van water van landbouw naar stedelijk en voorstedelijk gebruik roept zorgen op over de duurzaamheid van de landbouw, de sociaaleconomische achteruitgang van het platteland, voedselzekerheid, een grotere ecologische voetafdruk van geïmporteerd voedsel en een verminderde buitenlandse handelsbalans. De uitputting van zoet water, zoals in steeds meer specifieke en bevolkte gebieden het geval is, vergroot de zoetwaterschaarste en maakt de bevolking ook op een aantal manieren vatbaar voor economische, sociale en politieke conflicten. De stijgende zeespiegel dwingt migratie van kustgebieden naar andere gebieden verder landinwaarts, waardoor bevolkingsgroepen dichter bij elkaar komen en grenzen en andere geografische patronen doorbreken. Bovendien leiden landbouwoverschotten en tekorten door de beschikbaarheid van water tot handelsproblemen en economieën van bepaalde gebieden. Klimaatverandering is dus een belangrijke oorzaak van onvrijwillige migratie en gedwongen verplaatsing.

### Waterbeheer

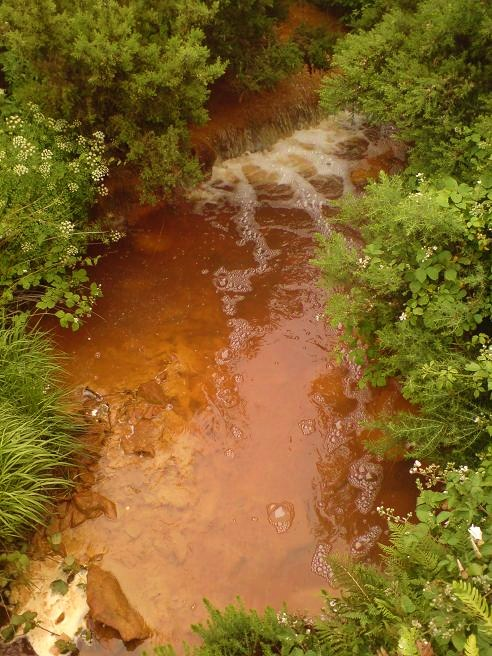
Een rivier in de stad Amlwch, Anglesey, die is verontreinigd door de afvoer van zuren uit de voormalige kopermijn in het nabijgelegen Parys Mountain.

Waterbeheer is het proces van plannen, ontwikkelen en beheren van waterbronnen voor allerlei toepassingen, zowel in termen van kwantiteit als kwaliteit. Het beheer wordt uitgevoerd door instellingen, infrastructuur, stimuleringsmaatregelen en informatiesystemen.
Het uitputten van zoet water heeft geleid tot meer inspanningen op het gebied van waterbeheer. Ook al zijn waterbeheersystemen vaak flexibel, aanpassing aan nieuwe hydrologische omstandigheden kan zeer kostbaar zijn. Preventieve benaderingen zijn daarom nodig om hoge kosten en inefficiëntie te voorkomen, de watervoorziening tijdig te herstellen en innovaties om de algehele vraag te verminderen door te voeren. Deze aspecten kunnen zeer belangrijk zijn bij het plannen van waterduurzaamheid.
De huidige watervoorzieningssystemen zijn gebaseerd op het huidige klimaat en gebouwd om bestaande rivierstromen en overstromingsfrequenties op te vangen. Waterreservoirs funcioneren op basis van hydrologische gegevens uit het verleden en ook irrigatiesystemen houden rekening met de temperatuur, waterbeschikbaarheid en gewaswaterbehoeften uit het verleden. Deze zijn mogelijk geen betrouwbare gids voor de toekomst. Het opnieuw onderzoeken van technische ontwerpen, operaties, optimalisaties en planning, net als het opnieuw evalueren van juridische, technische en economische benaderingen om watervoorraden te beheren, zijn erg belangrijk voor de toekomst van waterbeheer als een reactie op waterdegradatie. Een andere benadering is het privatiseren van water; de kwaliteit van de dienstverlening en de algehele kwaliteit van het water kan gemakkelijker worden gecontroleerd en gedistribueerd, ondanks de economische en culturele effecten. Duurzaamheid is relevant en vereist grenzen aan overexploitatie en vervuiling, naast inspanningen op het gebied van natuurbehoud.